# Clemens Leitner
Clemens Leitner (Stams, 7 november 1998) is een Oostenrijks schansspringer. 

## Carrière
In 2016 nam Leitner deel aan de Olympische Jeugdwinterspelen 2016 in Lillehammer. Samen met Julia Huber en Florian Dagn behaalde Leitner de bronzen medaille in de competitie voor gemengde landenteams. Leitner maakte zijn debuut in de wereldbeker in het seizoen 2017/2018. Bij zijn eerste wereldbekerwedstrijd op 4 januari 2018 in Innsbruck eindigde hij op de 29e plaats en behaalde hij zo meteen zijn eerste punten in de wereldbeker. Hij behaalde nog geen podiumplaats in een wereldbekerwedstrijd. 

## Belangrijkste resultaten

### Wereldbeker
Eindklasseringen
| Seizoen   | Algm | 4S  |
| --------- | ---- | --- |
| 2017/2018 | 69e  | 48e |
| 2018/2019 | -    | 56e |
| 2019/2020 | 64e  | 36e |

### Grand-Prix
Eindklasseringen
| Jaar | Plaats |
| ---- | ------ |
| 2019 | 58e    |